# Akademické mistrovství světa v orientačním běhu 1982
3. Akademické mistrovství světa v orientačním běhu proběhlo v Československu ve dnech 10. až 15. srpna 1982. Centrem závodů AMS byla Praha.
Závodů se zúčastnilo celkem 133 závodníků (76 mužů a 57 žen) z 18 zemí.
Šlo o první akademické MS na českém území, následně Plzeň hostila AMS 2004 a Olomouc AMS 2014.

## Program závodů
| Den       | Závod       | Centrum závodu  |
| --------- | ----------- | --------------- |
| 12. srpen | jednotlivci | Dubá - Dřevčice |
| 14. srpen | štafety     | Dubá - Dřevčice |

## Závod jednotlivců (Individual)
| Zkrácené výsledky                                                                                           | Zkrácené výsledky                                                                                           | Zkrácené výsledky                                                                                           | Zkrácené výsledky                                                                                           | Zkrácené výsledky                                                                                         | Zkrácené výsledky                                                                                         | Zkrácené výsledky                                                                                         | Zkrácené výsledky                                                                                         |
| Muži | Muži | Muži | Muži | Ženy | Ženy | Ženy | Ženy |
| --- | --- | --- | --- | --- | --- | --- | --- |
| - Traťové parametry: 12,65 km, 22 kontrol, 550 m převýšení. - Mapa: Husa 1 : 15 000, E = 5 m - 84 závodníků | - Traťové parametry: 12,65 km, 22 kontrol, 550 m převýšení. - Mapa: Husa 1 : 15 000, E = 5 m - 84 závodníků | - Traťové parametry: 12,65 km, 22 kontrol, 550 m převýšení. - Mapa: Husa 1 : 15 000, E = 5 m - 84 závodníků | - Traťové parametry: 12,65 km, 22 kontrol, 550 m převýšení. - Mapa: Husa 1 : 15 000, E = 5 m - 84 závodníků | - Traťové parametry: 7,53 km, 15 kontrol, 350 m převýšení. - Mapa: Husa 1 : 15 000, E = 5 m - 66 závodnic | - Traťové parametry: 7,53 km, 15 kontrol, 350 m převýšení. - Mapa: Husa 1 : 15 000, E = 5 m - 66 závodnic | - Traťové parametry: 7,53 km, 15 kontrol, 350 m převýšení. - Mapa: Husa 1 : 15 000, E = 5 m - 66 závodnic | - Traťové parametry: 7,53 km, 15 kontrol, 350 m převýšení. - Mapa: Husa 1 : 15 000, E = 5 m - 66 závodnic |
| Umístění | Jméno | Čas | Ztráta | Umístění                                                                                                  | Jméno | Čas | Ztráta |
| Zlatá medaile                                                                                               | Vidar Ydse                                                                                                  | 1:38:27 | | Zlatá medaile                                                                                             | Eva-Charlotte Tonnesen                                                                                    | 1:17:03                                                                                                   | |
| Stříbrná medaile                                                                                            | Knut Mathisen                                                                                               | 1:39:01 | +0:34 | Stříbrná medaile                                                                                          | Kerstin Mansson                                                                                           | 1:19:15                                                                                                   | +2:12 |
| Bronzová medaile                                                                                            | Zdeněk Zuzánek                                                                                              | 1:40:50 | +2:23 | Bronzová medaile                                                                                          | Elisabeth Angberg                                                                                         | 1:21:35                                                                                                   | +4:32 |
| 4 | Øyvin Thon                                                                                                  | 1:41:35 | +3:08 | 4 | Ruth Humbel                                                                                               | 1:23:43                                                                                                   | +6:40 |
| 5 | Olle Nabo                                                                                                   | 1:43:33 | +5:06 | 5 | Jana Hlaváčová                                                                                            | 1:24:45                                                                                                   | +7:42 |
| 6 | Hannu Kottonen                                                                                              | 1:43:38 | +5:11 | 6 | Dobra Janotová                                                                                            | 1:25:22                                                                                                   | +8:19 |

## Závod štafet (Relay)
| Zkrácené výsledky                                                | Zkrácené výsledky                                                      | Zkrácené výsledky                                                | Zkrácené výsledky                                                | Zkrácené výsledky                                                | Zkrácené výsledky                                                             | Zkrácené výsledky                                                | Zkrácené výsledky                                                |
| Muži                                                             | Muži                                                                   | Muži                                                             | Muži                                                             | Ženy                                                             | Ženy                                                                          | Ženy                                                             | Ženy                                                             |
| ---------------------------------------------------------------- | ---------------------------------------------------------------------- | ---------------------------------------------------------------- | ---------------------------------------------------------------- | ---------------------------------------------------------------- | ----------------------------------------------------------------------------- | ---------------------------------------------------------------- | ---------------------------------------------------------------- |
| - Traťové parametry: - Mapa: Čáp 1 : 15 000, E = 5 m - 16 štafet | - Traťové parametry: - Mapa: Čáp 1 : 15 000, E = 5 m - 16 štafet       | - Traťové parametry: - Mapa: Čáp 1 : 15 000, E = 5 m - 16 štafet | - Traťové parametry: - Mapa: Čáp 1 : 15 000, E = 5 m - 16 štafet | - Traťové parametry: - Mapa: Čáp 1 : 15 000, E = 5 m - 12 štafet | - Traťové parametry: - Mapa: Čáp 1 : 15 000, E = 5 m - 12 štafet              | - Traťové parametry: - Mapa: Čáp 1 : 15 000, E = 5 m - 12 štafet | - Traťové parametry: - Mapa: Čáp 1 : 15 000, E = 5 m - 12 štafet |
| Umístění                                                         | Jméno                                                                  | Čas                                                              | Ztráta                                                           | Umístění                                                         | Jméno                                                                         | Čas                                                              | Ztráta                                                           |
| Zlatá medaile                                                    | Norsko Vidar Georg Ydse Trono Ronnerg Knut Mathisen Øyvin Thon         | 4:38:56                                                          |                                                                  | Zlatá medaile                                                    | Československo Jana Hlaváčová Blanka Uhrová Dobra Janotová Kateřina Keclíková | 4:20:00                                                          |                                                                  |
| Stříbrná medaile                                                 | Švédsko Björn Stenberg Arne Nabo Bengt Hadlund Olle Nabo               | 4:44:40                                                          | +5:44                                                            | Stříbrná medaile                                                 | Švédsko Ingrid Svensson Lena Larsson Elisabeth Angberg Kerstin Mansson        | 4:28:49                                                          | +8:49                                                            |
| Bronzová medaile                                                 | Finsko Esa Turunen Urho Kujala Hannu Kottonen Kari Sallinen            | 4:57:47                                                          | +18:51                                                           | Bronzová medaile                                                 | Finsko Erja Päivinen Annariitta Lonka Gun-Viol Lang Outi Borgestrom           | 4:33:19                                                          | +13:19                                                           |
| 4                                                                | Československo Karol Hierweg Jozef Pollák Zdeněk Zuzánek Luděk Pavelek | 5:03:09                                                          | +24:13                                                           | 4                                                                | Švýcarsko Susanne Lüscher Regula Ulrich Frauke Bandixen Ruth Humbel           | 4:37:25                                                          | +17:25                                                           |
| 5                                                                | Austrálie Steve Key Robert Vincent Terry Farrel Warren Key             | 5:07:33                                                          | +28:37                                                           | 5                                                                | Bulharsko Angelika Kuleva Liliana Dimitrova Pavlina Genova Gulka Miluševa     | 4:47:08                                                          | +27:08                                                           |
| 6                                                                | Švýcarsko Stefan Bolliger Tomas Hotz Martin Howald Kaspar Oettli       | 5:22:49                                                          | +43:53                                                           | 6                                                                | Spojené království Hazel Mc Nee Wendy Lightfoot Jane Robson Mary Costello     | 5:25:27                                                          | +65:27                                                           |

## Medailové pořadí podle zemí
Pořadí zúčastněných zemí podle získaných medailí v jednotlivých závodech mistrovství (tzv. olympijského hodnocení).
| Medailové pořadí podle zemí | Medailové pořadí podle zemí | Medailové pořadí podle zemí | Medailové pořadí podle zemí | Medailové pořadí podle zemí | Medailové pořadí podle zemí |
| Pořadí                      | Stát                        | Zlatá medaile               | Stříbrná medaile            | Bronzová medaile            | Celkem                      |
| --------------------------- | --------------------------- | --------------------------- | --------------------------- | --------------------------- | --------------------------- |
| 1.                          | Norsko                      | 3                           | 1                           |                             | 4                           |
| 2.                          | Československo              | 1                           |                             | 1                           | 2                           |
| 3.                          | Švédsko                     |                             | 3                           | 1                           | 4                           |
| 4.                          | Finsko                      |                             |                             | 2                           | 2                           |

## Československá reprezentace na AMS
Československo reprezentovalo 5 mužů a 5 žen.
| Přehled umístění českých reprezentantů | Přehled umístění českých reprezentantů | Přehled umístění českých reprezentantů | Přehled umístění českých reprezentantů |
| Kategorie                              | Jméno                                  | Klasika                                | Štafety                                |
| -------------------------------------- | -------------------------------------- | -------------------------------------- | -------------------------------------- |
| Ženy                                   | Jana Hlaváčová                         | 5. místo                               | 1. místo                               |
| Ženy                                   | Dobra Janotová                         | 6. místo                               | 1. místo                               |
| Ženy                                   | Kateřina Keclíková                     | 8. místo                               | 1. místo                               |
| Ženy                                   | Jana Semeráková                        | 24. místo                              | X                                      |
| Ženy                                   | Blanka Uhrová                          | 15. místo                              | 1. místo                               |
| Muži                                   | Karol Hierweg                          | 10. místo                              | 4. místo                               |
| Muži                                   | Milan Novotný                          | 21. místo                              | X                                      |
| Muži                                   | Luděk Pavelek                          | 26. místo                              | 4. místo                               |
| Muži                                   | Jozef Pollák                           | 22. místo                              | 4. místo                               |
| Muži                                   | Zdeněk Zuzánek                         | 3. místo                               | 4. místo                               |